# Janthinobacterium violaceinigrum
Janthinobacterium violaceinigrum es una bacteria gramnegativa del género Janthinobacterium. Fue descrita en el año 2020. Su etimología hace referencia a violeta y negro. Es aerobia y móvil por varios flagelos. Tiene un tamaño de 0,6-0,8 μm de ancho por 2,2-2,3 μm de largo. Forma colonias convexas y de color blanco o violeta, ya que produce el pigmento violaceína. Temperatura de crecimiento entre 4-34 °C, óptima de 24 °C. Catalasa y oxidasa positivas. Es sensible a amikacina, gentamicina, kanamicina, tetraciclina, doxiciclina, minociclina, norfloxacino, ciprofloxacino y vancomicina. Resistente a oxacilina y clindamicina. Tiene un genoma de 6,4 Mpb y un contenido de G+C de 63,4-63,7%. Se ha aislado de un río en China. 